# Associazione Calcio Cesena 1971-1972
Questa voce raccoglie le informazioni riguardanti l'Associazione Calcio Cesena nelle competizioni ufficiali della stagione 1971-1972.

## Rosa
| N. |                      | Ruolo | Calciatore           |
| -- | -------------------- | ----- | -------------------- |
|    | Italia (bandiera)    | D     | Paolo Ammoniaci      |
|    | Italia (bandiera)    | P     | Antonio Annibale     |
|    | Italia (bandiera)    | D     | Fabrizio Berni       |
|    | Italia (bandiera)    | C     | Francesco Brignani   |
|    | Italia (bandiera)    | A     | Virginio Canzi       |
|    | Italia (bandiera)    | A     | Otello Catania       |
|    | Italia (bandiera)    | A     | Giuseppe Cattaneo    |
|    | Italia (bandiera)    | D     | Giampiero Ceccarelli |
|    | Argentina (bandiera) | P     | Walter Ciappi        |
|    | Italia (bandiera)    | A     | Paolo Ferrario       |
|    | Italia (bandiera)    | C     | Battista Festa       |

| N. |                   | Ruolo | Calciatore           |
| -- | ----------------- | ----- | -------------------- |
|    | Italia (bandiera) | C     | Angelo Fogolin       |
|    | Italia (bandiera) | P     | Ubaldo Giorgini      |
|    | Italia (bandiera) | A     | Duino Gorin          |
|    | Italia (bandiera) | A     | Mauro Listanti       |
|    | Italia (bandiera) | C     | Renato Luchitta      |
|    | Italia (bandiera) | P     | Claudio Mantovani    |
|    | Italia (bandiera) | D     | Vasco Marinelli (II) |
|    | Italia (bandiera) | C     | Maurizio Orlandi     |
|    | Italia (bandiera) | C     | Renzo Ragonesi       |
|    | Italia (bandiera) | D     | Francesco Scorsa     |
|    | Italia (bandiera) | D     | Carmine Schiano      |

## Risultati

### Serie B

#### Girone di andata
| 26 settembre 1971 1ª giornata | Genoa | 1 – 0 | Cesena |  |

| 3 ottobre 1971 2ª giornata | Cesena | 1 – 0 | Catania |  |

| 10 ottobre 1971 3ª giornata | Reggina | 1 – 1 | Cesena |  |

| 17 ottobre 1971 4ª giornata | Cesena | 1 – 0 | Lazio |  |

| 24 ottobre 1971 5ª giornata | Foggia | 2 – 0 | Cesena |  |

| 10 gennaio 1999 6ª giornata | Cesena | 1 – 0 | Modena |  |

| 7 novembre 1971 7ª giornata | Perugia | 0 – 0 | Cesena |  |

| 14 novembre 1971 8ª giornata | Cesena | 2 – 0 | Livorno |  |

| 21 novembre 1971 9ª giornata | Bari | 1 – 1 | Cesena |  |

| 28 novembre 1971 10ª giornata | Cesena | 0 – 0 | Taranto |  |

| 5 dicembre 1971 11ª giornata | Como | 2 – 0 | Cesena |  |

| 12 dicembre 1971 12ª giornata | Cesena | 0 – 2 | Ternana |  |

| 19 dicembre 1971 13ª giornata | Cesena | 2 – 0 | Monza |  |

| 26 dicembre 1971 14ª giornata | Sorrento | 0 – 1 | Cesena |  |

| 2 gennaio 1972 15ª giornata | Reggiana | 1 – 1 | Cesena |  |

| 9 gennaio 1972 16ª giornata | Cesena | 2 – 0 | Brescia |  |

| 16 gennaio 1972 17ª giornata | Novara | 2 – 2 | Cesena |  |

| 23 gennaio 1972 18ª giornata | Cesena | 1 – 1 | Palermo |  |

| 30 gennaio 1972 19ª giornata | Arezzo | 1 – 1 | Cesena |  |

#### Girone di ritorno
| 13 febbraio 1972 20ª giornata | Cesena | 2 – 2 | Genoa |  |

| 20 febbraio 1972 21ª giornata | Catania | 1 – 0 | Cesena |  |

| 27 febbraio 1972 22ª giornata | Cesena | 1 – 0 | Reggina |  |

| 5 marzo 1972 23ª giornata | Lazio | 1 – 1 | Cesena |  |

| 12 marzo 1972 24ª giornata | Cesena | 0 – 0 | Foggia |  |

| 19 marzo 1972 25ª giornata | Modena | 0 – 0 | Cesena |  |

| 26 marzo 1972 26ª giornata | Cesena | 2 – 0 | Perugia |  |

| 2 aprile 1972 27ª giornata | Livorno | 0 – 1 | Cesena |  |

| 9 aprile 1972 28ª giornata | Cesena | 0 – 0 | Bari |  |

| 16 aprile 1972 29ª giornata | Taranto | 0 – 0 | Cesena |  |

| 23 aprile 1972 30ª giornata | Cesena | 0 – 1 | Como |  |

| 30 aprile 1972 31ª giornata | Ternana | 0 – 0 | Cesena |  |

| 7 maggio 1972 32ª giornata | Monza | 1 – 1 | Cesena |  |

| 14 maggio 1972 33ª giornata | Cesena | 3 – 0 | Sorrento |  |

| 21 maggio 1972 34ª giornata | Cesena | 1 – 1 | Reggiana |  |

| 28 maggio 1972 35ª giornata | Brescia | 1 – 0 | Cesena |  |

| 4 giugno 1972 36ª giornata | Cesena | 5 – 1 | Novara |  |

| 11 giugno 1972 37ª giornata | Palermo | 2 – 0 | Cesena |  |

| 18 giugno 1972 38ª giornata | Cesena | 2 – 0 | Arezzo |  |

## Statistiche

### Statistiche di squadra
| Competizione | Punti | In casa | In casa | In casa | In casa | In casa | In casa | In trasferta | In trasferta | In trasferta | In trasferta | In trasferta | In trasferta | Totale | Totale | Totale | Totale | Totale | Totale | DR  |
| Competizione | Punti | G       | V       | N       | P       | Gf      | Gs      | G            | V            | N            | P            | Gf           | Gs           | G      | V      | N      | P      | Gf     | Gs     | DR  |
| ------------ | ----- | ------- | ------- | ------- | ------- | ------- | ------- | ------------ | ------------ | ------------ | ------------ | ------------ | ------------ | ------ | ------ | ------ | ------ | ------ | ------ | --- |
| Serie B      | 43    | 19      | 11      | 6       | 2       | 26      | 8       | 19           | 2            | 11           | 6            | 10           | 17           | 38     | 13     | 17     | 8      | 36     | 25     | +11 |
| Coppa Italia | 1     | 2       | 0       | 1       | 1       | 0       | 2       | 2            | 0            | 0            | 2            | 0            | 3            | 4      | 0      | 1      | 3      | 0      | 5      | -5  |
| Totale       |       | 21      | 11      | 7       | 3       | 26      | 10      | 21           | 2            | 11           | 8            | 10           | 20           | 42     | 13     | 18     | 11     | 36     | 30     | +6  |

### Statistiche dei giocatori
| Giocatore         | Serie B  | Serie B | Coppa Italia | Coppa Italia | Totale   | Totale |
| Giocatore         | Presenze | Reti    | Presenze     | Reti         | Presenze | Reti   |
| ----------------- | -------- | ------- | ------------ | ------------ | -------- | ------ |
| P. Ammoniaci      | 35       | 0       | 4            | 0            | 39       | 0      |
| A. Annibale       | 9        | -5      | 4            | -5           | 13       | -10    |
| F. Berni          | 38       | 0       | 4            | 0            | 42       | 0      |
| F. Brignani       | 38       | 1       | 3            | 0            | 41       | 1      |
| V. Canzi          | 37       | 6       | 4            | 0            | 41       | 6      |
| O. Catania        | 26       | 1       | -            | -            | 26       | 1      |
| G. Cattaneo       | 16       | 1       | -            | -            | 16       | 1      |
| G. Ceccarelli     | 32       | 0       | 4            | 0            | 36       | 0      |
| W. Ciappi         | 3        | -2      | -            | -            | 3        | -2     |
| P. Ferrario       | 21       | 7       | 3            | 0            | 24       | 7      |
| B. Festa          | 36       | 3       | 2            | 0            | 38       | 3      |
| A. Fogolin        | 3        | 0       | -            | -            | 3        | 0      |
| U. Giorgini       | 1        | 0       | -            | -            | 1        | 0      |
| D. Gorin          | 5        | 0       | 2            | 0            | 7        | 0      |
| M. Listanti       | 30       | 14      | 3            | 0            | 33       | 14     |
| R. Luchitta       | 37       | 2       | 4            | 0            | 41       | 2      |
| C. Mantovani      | 27       | -18     | -            | -            | 27       | -18    |
| V. Marinelli (II) | 7        | 0       | 3            | 0            | 10       | 0      |
| M. Orlandi        | 6        | 1       | 1            | 0            | 7        | 1      |
| R. Ragonesi       | 1        | 0       | 3            | 0            | 4        | 0      |
| F. Scorsa         | 34       | 0       | 2            | 0            | 36       | 0      |
| C. Schiano        | 6        | 0       | 3            | 0            | 9        | 0      |
| Stanchi           | -        | -       | 1            | 0            | 1        | 0      |